# Dampierre-sur-Moivre

Dampierre-sur-Moivre este o comună în departamentul Marne, Franța. În 2009 avea o populație de 119 de locuitori.